# Epipactis meridionalis
Epipactis meridionalis là một loài thực vật có hoa trong họ Lan. Loài này được H.Baumann & R.Lorenz mô tả khoa học đầu tiên năm 1988.